# 13094 Shinshuueda
13094 Shinshuueda (tên chỉ định: 1992 UK8) là một tiểu hành tinh vành đai chính. Nó được phát hiện bởi Kin Endate và Kazuro Watanabe ở Đài thiên văn Kitami ở Hokkaidō, Nhật Bản, ngày 19 tháng 10 năm 1992. Nó được đặt theo tên Shinano Province of Nhật Bản, abbreviated Shinshu, và thành phố thuộc Ueda, Nagano Prefecture.